# 马斯河畔霍斯特
马斯河畔霍斯特（荷蘭語：Horst aan de Maas）是荷蘭的一個市鎮，位於荷蘭東南部，在行政區劃上屬於林堡省。2010年，Sevenum和Meerlo-Wanssum的部分地區併入马斯河畔霍斯特。

## 外部連結
- 维基共享资源上的相關多媒體資源：马斯河畔霍斯特
- Official website （页面存档备份，存于）